# 政府中心 (迈阿密)
政府中心（英語：Government Center）是一个位于美国佛罗里达州迈阿密-戴德县迈阿密市中心西部的街区，大致范围西至95号州际公路和西北/西南第3大道，南至西南/东南第1街，北至东北/西北第5街，东至东北/东南第1大道。该区域以政府机构、公共交通枢纽和历史建筑为特色，是迈阿密重要的行政和交通核心区之一。
政府中心集中了多座法院和政府办公设施，包括历史悠久的迈阿密-戴德县法院、美国联邦地区法院、迈阿密警察局总部，以及市、县和州级政府机构。区域内同名的政府中心站是迈阿密-戴德运输系统中使用率最高的车站，位于斯蒂芬·P·克拉克政府中心大楼底层，是迈阿密地铁、都会旅客捷运系统和迈阿密都会巴士的换乘站。紧邻其南侧的是迈阿密-戴德公共图书馆系统的主馆，以及迈阿密历史博物馆。除政府机构和公共建筑外，政府中心还分布着众多零售商店和办公大楼。新世界艺术学校（New World School of the Arts）位于该区域东侧，毗邻迈阿密戴德学院的沃尔夫森校区。
政府中心内还保留着部分19世纪末以来的历史建筑，其中部分区域与迈阿密市中心历史区重叠。这个地区是由著名实业家亨利·弗拉格勒于20世纪初开发，他创立的佛罗里达东海岸铁路在该区域中部拥有约9英亩土地，曾是迈阿密车站的所在地。该车站于1963年拆除后，该地皮长期作为地面停车场使用，但铁路公司始终未放弃所有权。2014年，连接迈阿密和奥兰多的私营城际铁路光亮线（Brightline）动工，迈阿密的终点站选址政府中心区域的原佛罗里达东海岸铁路迈阿密车站所在地。2018年，迈阿密中心站落成启用。